# Préstimo
Préstimo est une ancienne paroisse civile portugaise (en portugais : freguesia) de la municipalité d'Águeda dans le district d'Aveiro. 
La loi no 11-A/2013 du 28 janvier 2013, portant réorganisation administrative du territoire des freguesias, fusionne Préstimo avec la paroisse voisine de Macieira de Alcoba pour former l’União das freguesias de Préstimo e Macieira de Alcoba (dont le siège est à Préstimo).